# Ал (река)
Ал — река в Тугуро-Чумиканском районе Хабаровского края России. Длина реки — 82 км, площадь водосборного бассейна — 2150 км².

## Течение
Начинается на северном склоне горы Альская, около зимовья Альский Перевал. Течёт в общем северо-западном направлении. В среднем течении долина реки расположена между горами Якатын и Джолокон. Соединяется протокой Гаткан с рекой Тором, текущей западнее. В низовьях протекает через лиственничный лес, берега частично заболочены. Ширина русла в этих местах составляет 49 метров, глубина — 0,6 метра, дно каменистое. Скорость течения 1 м/с.
Впадает в Торомскую губу Охотского моря. Вдоль реки проходит зимник.

## Природа
Низовья реки входят в состав водно-болотных угодий «Удская губа».
Около 20 километров течения реки общей площадью 400 тысяч м² заняты нерестилищами кеты, 1000 тыс. м² — нерестилищами горбуши.

## Основные притоки
Объекты перечислены по порядку от устья к истоку.
- 3 км: Гаткан
- 14 км: Якатын
- 22 км: Сонел
- 44 км: Агачан
- 50 км: Корякин

## Данные водного реестра
По данным государственного водного реестра России относится к Амурскому бассейновому округу, водохозяйственный участок реки — Реки бассейна Охотского моря от границы бассейна р. Уда до мыса Лазарева без р. Амур, речной подбассейн реки — Амур от впадения Уссури до устья. Речной бассейн реки — Амур.
Код объекта в государственном водном реестре — 20030900312119000165979.